# Коновалов, Василий Николаевич (партийный деятель)
Василий Николаевич Коновалов (род. 1 января 1926 года, г. Вятка, РСФСР, СССР) — советский партийный деятель. Член ВКП(б) с 1947 года; кандидат в члены ЦК КПСС в 1986—1989 годах. Второй секретарь ЦК КП Азербайджана (1983—1988). Депутат Совета Союза Верховного Совета СССР 11 созыва (1984—1989) от Азербайджанской ССР. Кандидат экономических наук.

## Биография
Родился 1 января 1926 года в городе Вятка Вятской губернии РСФСР.
В 1954 году окончил Высшую школу профсоюзного движения ВЦСПС.
С 1943 года — помощник механика цеха, инструктор производственного обучения школы ФЗУ, с 1946 года — секретарь комсомольского комитета комбината «Искож» в городе Киров Кировской области РСФСР. В 1949—1950 годах — первый секретарь Ждановского районного комитета ВЛКСМ (город Киров), в 1950—1954 годах — председатель профсоюзного комитета Кировского комбината искусственных кож.
С 1954 года — заведующий отделом пропаганды и агитации, секретарь по зоне МТС Михневского районного комитета КПСС (Московская область). В 1957—1963 годах — инструктор, заместитель заведующего отделом Московского областного комитета КПСС, в 1963 году — секретарь Московского сельского областного комитета профсоюзов, затем — вновь на ответственной работе в аппарате Московского областного комитета партии.
С 1967 года — инструктор, заведующий сектором, заместитель заведующего отделом, заведующий сектором Белоруссии и Прибалтики в аппарате ЦК КПСС.
В 1983—1988 годах — второй секретарь ЦК Компартии Азербайджана. 
13 ноября 1988 года отправлен на пенсию, в последующие годы преподавал в Высшей партийной школе при ЦК КПСС.
Член КПСС с 1947 года, делегат XXVII съезда КПСС (1986) и XIX Всесоюзной партийной конференции (1988). Кандидат в члены ЦК КПСС (1986—1989). В 1984 году избран депутатом Совета Союза Верховного Совета СССР 11-го созыва от Хачмасского избирательного округа № 686, член Планово-бюджетной комиссии Совета Союза.